# La Vie privée d'Élisabeth d'Angleterre
Pour plus de détails, voir Fiche technique et Distribution.

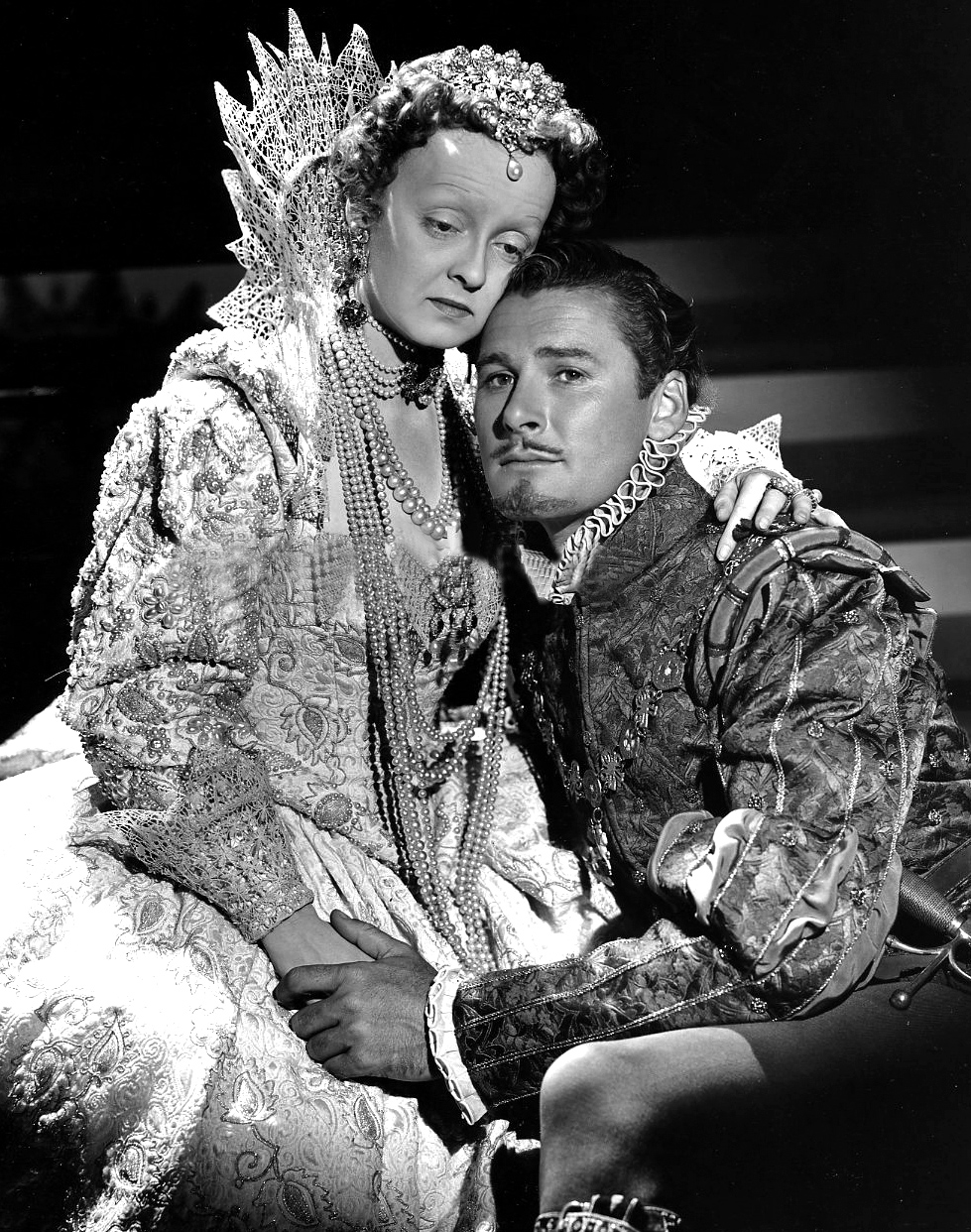
Bette Davis et Errol Flynn.

La Vie privée d’Élisabeth d’Angleterre (The Private Lives of Elizabeth and Essex) est un film américain réalisé par Michael Curtiz, sorti en 1939.

## Synopsis
Le film raconte la romance entre la reine Élisabeth Ire et le lord d'Essex.

## Fiche technique
- Titre : La Vie privée d’Élisabeth d’Angleterre
- Titre original : The Private Lives of Elizabeth and Essex
- Réalisation : Michael Curtiz
- Scénario : Norman Reilly Raine, Æneas MacKenzie, d'après la pièce Elizabeth the Queen de Maxwell Anderson
- Dialogues : Stanley Logan
- Production : Robert Lord, Hal B. Wallis
- Société de production : Warner Bros. Pictures
- Photographie : Sol Polito et W. Howard Greene
- Montage : Owen Marks
- Musique : Erich Wolfgang Korngold
- Direction artistique : Anton Grot
- Costumes : Orry-Kelly
- Pays de production :  États-Unis
- Format : Technicolor
- Genre : film historique
- Langue : anglais
- Durée : 106 minutes
- Dates de sortie : 
  - États-Unis : 27 septembre 1939 (première à Beverly Hills, Californie)
  - États-Unis : 11 novembre 1939 (sortie nationale)
  - France : 1941

## Distribution
- Bette Davis (VF : Lita Recio) : la reine Élisabeth
- Errol Flynn (VF : René Dary) : Robert Devereaux, comte d'Essex
- Olivia de Havilland (VF : Denise Bosc) : Lady Penelope Gray
- Donald Crisp (VF : Émile Drain) : Francis Bacon
- Alan Hale (VF : Pierre Morin) : Hugh O'Neill, le comte de Tyrone
- Vincent Price (VF : Richard Francœur) : Sir Walter Raleigh
- Henry Stephenson : Lord Burghley
- Henry Daniell (VF : Abel Jacquin) : Sir Robert Cecil
- James Stephenson : Sir Thomas Egerton
- Nanette Fabray : Maîtresse Margaret Radcliffe
- Ralph Forbes : Lord Knollys
- Robert Warwick : Lord Mountjoy
- Leo G. Carroll : Sir Edward Coke
- Guy Bellis : Lord Charles Howard (non crédité)
- Doris Lloyd : une servante (non créditée)

## Autour du film

### Anecdotes
- Bette Davis aurait souhaité avoir Laurence Olivier comme partenaire dans le rôle du lord d'Essex, affirmant que la diction d'Errol Flynn ne convenait pas au personnage. Elle déclare dans une interview au Washington Post en 1974 : « J’étais assise sur mon trône et je me disais, à chaque fois que les portes allaient s’ouvrir, « Oh mon Dieu ! Faites que ce soit Laurence Olivier ! » Bette fut très contrariée pendant  tout le tournage qu’on ne tienne pas compte de son avis. Les deux acteurs ne travaillèrent plus jamais ensemble.

- Vieillie et enlaidie pour le rôle d’Élisabeth, Bette Davis s’est même fait raser les sourcils et une partie du crâne.
- Olivia de Havilland tourne en même temps Autant en emporte le vent, car Jack Warner avait accepté de la prêter à la MGM à la condition qu'elle tourne dans la vie privée d'Elisabeth d'Angleterre.

### Critiques
« Bette Davis, en Élisabeth peu attrayante, donne une composition d’une force et d’une détermination contre laquelle M. Flynn en Essex a autant de chance qu’une pousse de haricot devant un tank… Elle a beaucoup de difficulté à sauver leurs scènes d’amour. » The New York Times

### Ouvrages généraux
- Gérard Devillers et Marceau Devillers, Anthologie du Cinéma, tome V : Errol Flynn, Paris, L'Avant-scène Cinéma, 1970, p. 337-392.

### Monographies
- René Noizet, Tous les chemins mènent à Hollywood : Michael Curtiz, Paris, L'Harmattan, 1997, 383 p. (ISBN 2-7384-5667-7 et 978-2738-45667-0), p. 217-219.
- (en) Tony Thomas, Rudy Behlmer et Clifford McCarty, The Films of Errol Flynn, Secaucus, New Jersey, The Citadel Press, 1969, 221 p. (ISBN 0-8065-0237-1), p. 82-86.